# Heinkel He P.1076
De He P.1076 was een project voor een jachtvliegtuig dat werd ontwikkeld door de Duitse vliegtuigbouwer Heinkel.

## Ontwikkeling
Tegen het einde van 1944 werd er door het Reichsluftfahrtministerium een specificatie uitgegeven voor een nieuw jachtvliegtuig. Dit ontwerp moest voorzien zijn van een zuigermotor. Dit was een "merkwaardige" eis aangezien men op dat ogenblik al voor bijna alle projecten een straalmotor als krachtbron ging gebruiken. Een van de andere eisen was dat het ontwerp over goede prestaties op grote hoogte moest beschikken.
Bij Heinkel ging men direct aan het werk. Siegfried Günter gebruikte de Heinkel He 100 als beginpunt. Doordat het toestel gebruik ging maken van het oppervlaktekoelingsysteem moest het oppervlak erg glad worden uitgevoerd. Het koelingsysteem nam een groot deel van de motorgondel en het grootste deel van de rompachterkant in beslag. Door gebruik te maken van dit koelingsysteem kon men de radiatoren die voor een standaard koelingsysteem werden gebruikt achterwege laten. Hierdoor kon men zorgen voor een betere stroomlijnvorm en zorgde de radiatoren niet meer voor de extra luchtweerstand. De vleugels waren laag tegen de rompzijkant geplaatst en geheel van metaal vervaardigd. De vleugels waren van een voorwaartse pijlstand van 8 graden voorzien. De gehele achterrand van de vleugels waren van vleugelkleppen voorzien, het buitenste delen deden dienst als rolroeren, de binnenste delen als landingskleppen.
Men had in het ontwerp rekening gehouden met het toepassen van verschillende typen motoren. Zo kan men gebruikmaken van een Daimler-Benz DB 603M, een Junkers Ju 213E of een Daimler-Benz DB 603N. In de romp was direct achter de cockpit een 700 lt brandstoftank geplaatst. De cockpit was als drukcabine uitgevoerd en voorzien van een druppelkap. Als bewapening werd een 30 mm MK103 motorkanon aangebracht die door de propelleras vuurde en twee 30 mm MK108 kanonnen in de vleugels.
Het toestel werd echter nooit gebouwd maar Günter maakte in 1945 tekeningen voor de geallieerden. Uit de tekeningen en de berekeningen die men aan de hand hiervan had gemaakt zou dit waarschijnlijk een van de snelste vliegtuigen zijn geworden dat was voorzien van een zuigermotor dat ooit zou zijn ontwikkeld.

### Technische specificaties

#### Uitvoering met Daimler-Benz DB603M motor
Afmetingen:
- Spanwijdte: 11 m.
- Lengte: 9,60 m.
- Hoogte: 2,90 m.
- Vleugeloppervlak: 18 m².

Gewichten:
- Leeggewicht: 3.260 kg.
- Startgewicht: 4.380 kg.

Prestaties:
- Maximumsnelheid: 860 km/uur op 11.000 m.
- Plafond: 14.500 m.
- Stijgtijd: naar 12.000 m: 12 minuten.
- Actieradius: 1.340 km.
- Landingssnelheid: 167 km/uur.

#### Uitvoering met Junkers Jumo 213E motor
Afmetingen:
- Spanwijdte: 11 m.
- Lengte: 9,64 m.
- Hoogte: 2,90 m.
- Vleugeloppervlak: 18 m².

Gewichten:
- Leeggewicht: 3.200 kg.
- Startgewicht: 4.480 kg.

Prestaties:
- Maximumsnelheid: 860 km/uur op 11.000 m.
- Plafond: 14.500 m.
- Stijgtijd: naar 12.000 m: 12 minuten.
- Actieradius: 1.340 km.
- Landingssnelheid: 167 km/uur.

#### Uitvoering met Daimler-Benz DB603N motor
Afmetingen:
- Lengte: 9,60 m.
- Hoogte: 2,90 m.
- Vleugeloppervlak: 26 m².

Gewichten:
- Startgewicht: 4.380 kg.

Prestaties:
- Maximumsnelheid: 880 km/uur op 11.000 m.